# ホリエモン (競走馬)
ホリエモンは、日本の競走馬。現役時代は美浦トレーニングセンター・小檜山悟厩舎と高知競馬場・松木啓助厩舎に所属していた。

## 概説
2004年6月3日から13日にかけて、当時のライブドア社長であった堀江貴文が所有していた2歳牡馬について競走馬名の一般公募がされた。その結果、有効回答数748票中、堀江のあだ名である「ホリエモン」が117票と最多得票となったことにより、同年7月15日付けで馬名「ホリエモン」として日本中央競馬会（JRA）に正式に登録された。JRA公式サイトにおける競走馬「ホリエモン」の馬名意味は「馬名主より」と記載されている。
ホリエモンは中央競馬でデビューするも6戦して未勝利に終わり、左前脚に屈腱炎を発症したが、話題作りも兼ね、ライブドアとの提携を進めていた高知競馬に移籍することとなった。高知移籍3戦目で初勝利を果たしたが、ちょうどその日は堀江が広島6区より出馬した第44回衆議院議員総選挙の投票日であり、堀江は落選してしまったため、馬と馬主が明暗を分けたと話題になった。
ホリエモンは代表者の堀江貴文を含めて複数の人物で所有していたが、ライブドア事件で逮捕されたことを理由に堀江を馬主から外すことを協議することとなる。そのため、2006年1月に予定されていたレースへの出走を高知県競馬組合から取り消される事態になってしまった。その後、堀江が正式に馬主から外れることになり、レースへの出走が再び可能になった。馬名に関しては日本軽種馬登録協会の規定でデビュー後の馬名変更はできないことから、そのままとなっている。
現役時の最後に馬主となったのはIT系企業、有限会社デジタルドラゴン社長だった阪口源太。ホリエモンを譲り受けた阪口は、高知競馬ひいては地方競馬の活性化も目指すとしてファンクラブ公式Blogを引き継ぎ、レースの個人協賛も積極的に行った。しかし、それらの活動は半年ほどで停滞気味になり、2007年12月には阪口が「ゴルフのほうが楽しくなった」として、ホリエモンをインターネットオークション（2chオークション）に出品し、ホリエモンは10万円で落札された。しかし、これは不調に終わり、馬主の名義に変更がないままホリエモンは現役生活を続行。2010年1月26日付で地方競馬登録を抹消された。
現在は広島工業大学で鶴鳴（かくめい）と名前を変え乗馬となっている。
なお、堀江らが所有していたもう1頭の競走馬シェアハッピーも、兵庫県競馬からホリエモンとほぼ同時期に高知競馬に移籍し、阪口に譲渡されていたが、こちらも2007年10月に地方競馬登録を抹消している。

## 主な戦績
- 初出走: 2004年9月18日 中山競馬場第5競走 サラブレッド系2歳新馬（芝1200m）  11頭中10着（単勝7番人気） 走破タイム1分12秒9（勝ち馬とのタイム差3秒9）
- 初勝利: 2005年9月11日 高知競馬場第6競走 サラブレッド系F級11組（ダート1300m）  11頭中1着（同1番人気） 勝ちタイム1分25秒8（2着馬とのタイム差1秒3）

## 血統表
| ホリエモンの血統ミスタープロスペクター系 / Northern Dancer4×4=12.50% Nearctic5×5×5=9.38%（母内） Buckpasser4×5=9.38%（母内） | ホリエモンの血統ミスタープロスペクター系 / Northern Dancer4×4=12.50% Nearctic5×5×5=9.38%（母内） Buckpasser4×5=9.38%（母内） | ホリエモンの血統ミスタープロスペクター系 / Northern Dancer4×4=12.50% Nearctic5×5×5=9.38%（母内） Buckpasser4×5=9.38%（母内） | （血統表の出典）      | （血統表の出典） |
| 父 *ブラックタイアフェアー 1986 芦毛                                                                                         | 父の父Miswaki 1978 栗毛 | Mr. Prospector | Raise a Native        | Raise a Native   |
| 父 *ブラックタイアフェアー 1986 芦毛                                                                                         | 父の父Miswaki 1978 栗毛 | Mr. Prospector | Gold Digger           |                  |
| 父 *ブラックタイアフェアー 1986 芦毛                                                                                         | 父の父Miswaki 1978 栗毛 | Hopespringseternal | Buckpasser            | Buckpasser       |
| 父 *ブラックタイアフェアー 1986 芦毛                                                                                         | 父の父Miswaki 1978 栗毛 | Hopespringseternal | Rose Bower            |                  |
| 父 *ブラックタイアフェアー 1986 芦毛                                                                                         | 父の母Hat Tab Girl 1979 芦毛                                                                                                 | Al Hattab | The Axe               | The Axe          |
| 父 *ブラックタイアフェアー 1986 芦毛                                                                                         | 父の母Hat Tab Girl 1979 芦毛                                                                                                 | Al Hattab | Abyssinia             |                  |
| 父 *ブラックタイアフェアー 1986 芦毛                                                                                         | 父の母Hat Tab Girl 1979 芦毛                                                                                                 | Desperate Action | Bold Commander        | Bold Commander   |
| 父 *ブラックタイアフェアー 1986 芦毛                                                                                         | 父の母Hat Tab Girl 1979 芦毛                                                                                                 | Desperate Action | Crafty Alice          |                  |
| 母 グリーンバレー 1994 鹿毛                                                                                                  | 母の父*ラストタイクーン Last Tycoon 1983 黒鹿毛                                                                              | *トライマイベスト | Northern Dancer       | Northern Dancer  |
| 母 グリーンバレー 1994 鹿毛                                                                                                  | 母の父*ラストタイクーン Last Tycoon 1983 黒鹿毛                                                                              | *トライマイベスト | Sex Appeal            |                  |
| 母 グリーンバレー 1994 鹿毛                                                                                                  | 母の父*ラストタイクーン Last Tycoon 1983 黒鹿毛                                                                              | Mill Princess | Mill Reef             | Mill Reef        |
| 母 グリーンバレー 1994 鹿毛                                                                                                  | 母の父*ラストタイクーン Last Tycoon 1983 黒鹿毛                                                                              | Mill Princess | Irish Lass            |                  |
| 母 グリーンバレー 1994 鹿毛                                                                                                  | 母の母Ballet Review 1988 | Sadler's Wells | Northern Dancer       | Northern Dancer  |
| 母 グリーンバレー 1994 鹿毛                                                                                                  | 母の母Ballet Review 1988 | Sadler's Wells | Fairy Bridge          |                  |
| 母 グリーンバレー 1994 鹿毛                                                                                                  | 母の母Ballet Review 1988 | Fantasy Land | ノノアルコ            | ノノアルコ       |
| 母 グリーンバレー 1994 鹿毛                                                                                                  | 母の母Ballet Review 1988 | Fantasy Land | Bold Fantasy F-No.9-a |                  |